# Дитятьев, Алексей Алексеевич
Алексе́й Алексе́евич Дитя́тьев (укр. Олексій Олексійович Дитятьєв; род. 7 ноября 1988, Новая Каховка, Херсонская область) — украинский футболист, защитник.

## Биография
Отец футболиста, Алексей Аркадьевич Дитятьев, игравший в низших лигах СССР и Украины, вызывавшийся в молодёжную сборную СССР, погиб в 1994 году, когда мальчику было всего 5 лет.
Первый тренер — Алексей Викторович Некрасов. Первой профессиональной командой Дитятьева была «Энергия» (Новая Каховка). В феврале 2011 года вместе с командой стал победителем Кубка Крымтеплицы. В сезоне 2010/11 «Энергия» заняла третье место во Второй лиге Украины.
Летом 2012 года главный тренер «Энергии» Сергей Шевцов возглавил «Крымтеплицу» и пригласил Алексея Дитятьева пройти просмотр в новом клубе. В итоге он подписал контракт с крымчанами. По ходу сезона 2012/13 стал основным игроком команды, а затем и капитаном. В июне 2013 года клуб «Крымтеплица» прекратил существование, а все игроки получили статус свободных агентов.
После распада «Крымтеплицы» Дитятьев подписал контракт с черновецкой «Буковиной». Летом 2013 года перешёл в донецкий «Олимпик». С этим клубом Дитятьев стал победителем Первой лиги сезона 2013/14 и 26 июля 2014 года в игре с одесским «Черноморцем» дебютировал в Премьер-лиге. После завершения сезона клуб не стал продлевать контракт с футболистом.
В июне 2015 года подписал годичный контракт с полтавской «Ворсклой». В январе 2017 покинул команду.
31 января 2017 года подписал трёхлетний контракт с «Карпатами». Летом 2017 года заключил соглашение с польской «Краковией».

## Достижения
«Энергия» (Новая Каховка)
- Бронзовый призёр Второй лиги Украины: 2010/11

«Олимпик» (Донецк)
- Победитель Первой лиги Украины: 2013/14

«Краковия»
- Обладатель Кубка Польши: 2019/20
- Обладатель Суперкубка Польши: 2020